# Piano Annan

Bandiera proposta per il nuovo Stato.

Il Piano Annan, dal nome dell'ex segretario delle Nazioni Unite Kofi Annan, è una proposta di risoluzione della questione di Cipro attraverso la riunificazione delle due comunità cipriote (divise territorialmente dal 1974) nel senso di un'unica repubblica federale. Il piano è stato sottoposto separatamente a referendum il 24 aprile 2004 ed essendo stato rifiutato dai greco-ciprioti ed approvato dai turco-ciprioti, non è mai entrato in vigore.
|    |    |  |        |        |
| -- | -- |  | ------ | ------ |
| Sì | Sì |  | 24,17% | 24,17% |
| No | No |  | 75,83% | 75,83% |

|    |    |  |        |        |
| -- | -- |  | ------ | ------ |
| Sì | Sì |  | 64,91% | 64,91% |
| No | No |  | 35,09% | 35,09% |

|    |    |  |        |        |
| -- | -- |  | ------ | ------ |
| Sì | Sì |  | 31,42% | 31,42% |
| No | No |  | 68,58% | 68,58% |